# Adio
Adio Footwear byla americká společnost vyrábějící oblečení a zejména boty pro skateboarding. Byla založena v roce 1998, profesionálním skateboardistou Chrisem Millerem, vlastníkem značky Planet Earth Skateboards, spadající pod Jarden Corporation.
Firma sponzorovala mnoho profesionálních skaterů, jsou mezi nimi:
- Bam Margera
- Shaun White
- Nick Dompierre
- Tony Hawk
- Brian Sumner
- Kenny Anderson
- Danny Montoya
- Ed Selego
- Jeremy Wray

Mezi sponzorované patřila taktéž skupina CKY. Oblečení firmy se objevilo ve videoklipu skupiny Blink 182 The Rock Show.